# Santi Silvestro e Martino ai Monti

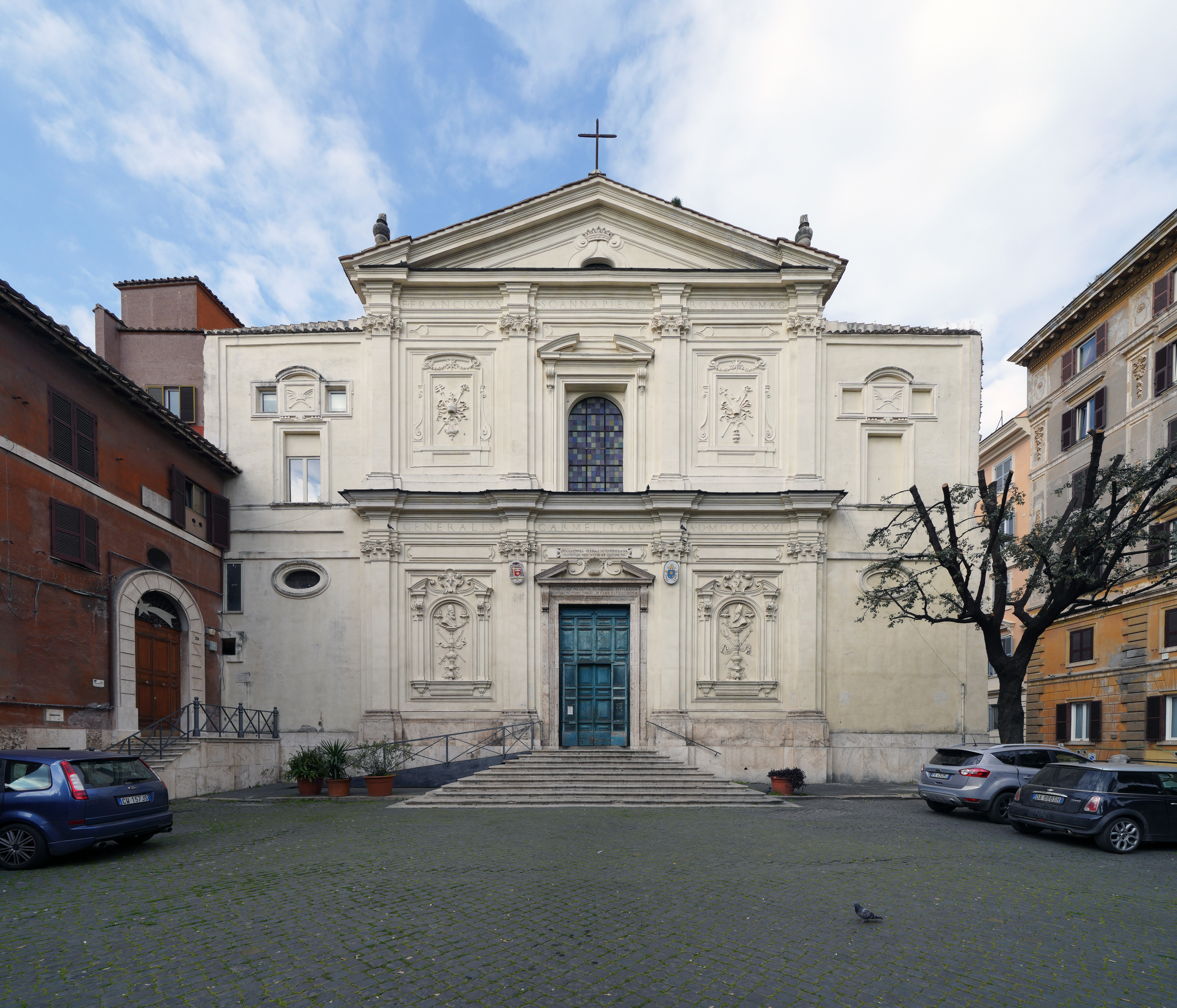
Die Fassade

Die Basilika Santi Silvestro e Martino ai Monti (lateinisch: Sanctorum Silvestri et Martini in Montibus), gebräuchlicher San Martino ai Monti, ist eine Kirche in Rom. Sie steht im Rang einer Basilica minor und ist zudem Titelkirche der römisch-katholischen Kirche. Sie ist auch Pfarrkirche sowie Klosterkirche der Unbeschuhten Karmeliten. Sie wurde über einer der ältesten christlichen Andachtsstätten Roms errichtet und enthält einige bedeutende Fresken.

## Lage
Die Kirche liegt im I. römischen Rione Monti etwa 600 Meter nordöstlich des Kolosseums. Sie befindet sich auf dem Mons Oppius, dem südlichen Ausläufer des Esquilin. Von dieser Lage hat sie ihren Beinamen ai monti.

## Geschichte und Baugeschichte
Den Kern der Anlage bildet eine frühchristliche Hauskirche aus dem 3. Jahrhundert. Es ist nicht ganz geklärt, wie dieses Gebäude mit dem hier gelegenen, sehr alten Titulus Silvestri, auch Titulus Equitii genannt, zusammenhängt. Papst Silvester I. ließ im folgenden 4. Jahrhundert über diesem Gebäude eine neue Kirche errichten, auf diesen Bau folgte im frühen 6. Jahrhundert ein weiteres Gebäude; es wurde unter Papst Symmachus errichtet. Er weihte die Kirche auch den beiden Heiligen, deren Namen die Kirche seitdem trägt. 
Die bis heute erkennbare bauliche Grundstruktur erhielt das Gebäude letztlich in karolingischer Zeit; sie steht in der Übernahme der karolingischen Renovatio in einer Reihe mit anderen Bauten wie zum Beispiel Santi Quattro Coronati oder San Giorgio in Velabro. Etwa 847 begannen die Arbeiten unter Papst Sergius II., abgeschlossen wurden sie unter dem Pontifikat Papst Leos IV.
Die heutige Gestaltung im Inneren verdankt die Kirche erneuten Baumaßnahmen des Barock etwa ab 1650. Ausführender Baumeister war Pietro da Cortona. Die Fassade wurde 1676 fertiggestellt, lediglich die prachtvolle hölzerne Kassettendecke im Kircheninneren ist jünger; sie entstand im späten 18. Jahrhundert.

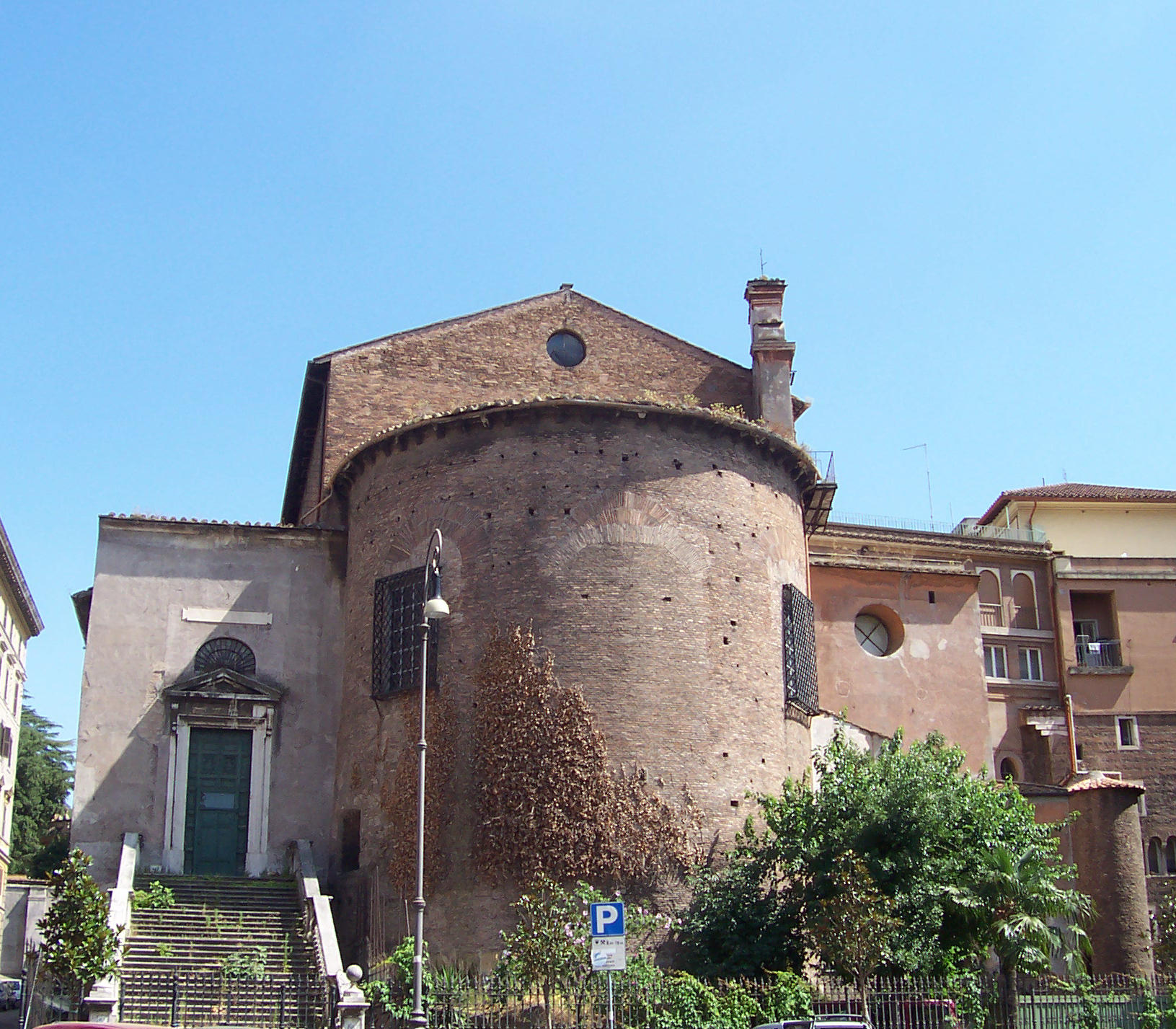
Außenansicht der Apsis mit dem karolingischen Ziegelmauerwerk

## Fassade und Außenansicht
Die Fassade ist zunächst zweigeschossig und fünfachsig gegliedert. Die beiden äußeren Achsen sind von der Gestaltung der Fläche fast schmucklos, lediglich ein kleines querovales Fenster im unteren Geschoss und ein größeres einfaches, mit jeweils einem Relief überfangenes, flankiert von zwei kleinen Fenstern im oberen Stockwerk, durchbrechen die Wand. Die inneren drei Achsen sind mit einem zweifach gestuften Programm an Pilastern und Gesimsen strukturiert. In die Wandflächen der beiden Achsen seitlich der Hauptachse sind im unteren Stockwerk Reliefs der Kirchenpatrone eingefügt, im oberen Stockwerk enthalten die Flächen die Attribute der beiden Heiligen. Der Zugang ist als Ädikulaportal gestaltet, das obere Stockwerk enthält ein Rundbogenfenster mit einem durchbrochenen Segmentgiebel. Der einfache Dreiecksgiebel der Fassade wird abermals von einem querovalen Fenster durchbrochen.
Auf der Rückseite der Kirche fällt die typisch karolingische wuchtige Ziegelmauerweise der Apsis auf, der Chor steht auf antiker römischer Fundamentierung, auch in der rechten Außenmauer ist antikes Mauerwerk aus Tuffstein zu erkennen.

## Inneres und Ausstattung

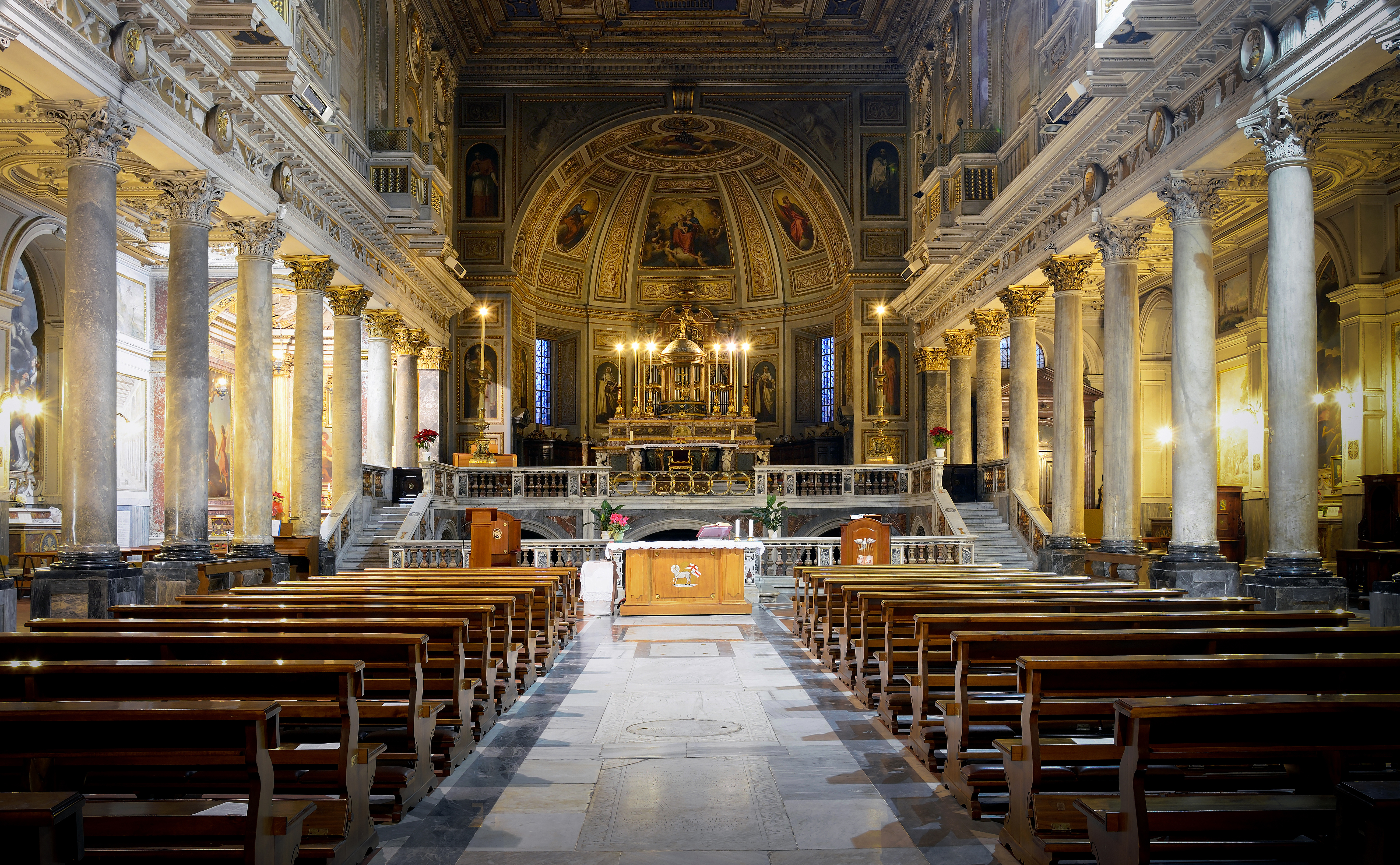
Blick in das Mittelschiff

Wenn die Kirche auch im Barock durchgehend ausgestattet wurde, so ist doch die karolingische Grundstruktur an den Proportionen des Innenraums ablesbar. Das hohe und breite Mittelschiff ist zu den Seitenschiffen von einer Säulenreihe abgegrenzt. Die 24 hierfür verwendeten Säulen mit korinthischen Kapitellen sind antik. Sie tragen den geraden Architrav, oberhalb dessen die Hochwände reich gegliedert sind. Zwischen den kannelierten Pilastern sind abwechselnd gemalte Fensterhöhlen mit Architekturdarstellungen und oberhalb dieser Rundreliefs sowie die Fenster mit den vorgeblendeten kleinen Balustraden (sog. corretti) eingefügt. Die mittleren Fenster enthalten zudem flankierende Säulen. Den dritten Typ der Wandgestaltung schließlich bilden Nischen mit Heiligenfiguren. Die breite Apsis wird von seitlichen Fenstern erleuchtet.
Zum Hochaltar, der über der als Confessio einbezogenen frühchristlichen Kirche steht, führen zwei seitliche Treppen. Das Tabernakel ist ebenfalls eine Arbeit da Cortonas.
Die Kirche ist kunstgeschichtlich bedeutend wegen ihrer Fresken. Die Fresken des rechten Seitenschiffes wurden von Gaspare Dughet ausgeführt, er war ein Schüler Nicolas Poussins. Sie stellen zwar eigentlich ein religiöses Thema dar, das Leben des Propheten Elias, sind aber vor allem für ihre Landschaftsdarstellungen bekannt. Es handelt sich um die ersten selbstständigen Darstellungen von Landschaften, hier der idealisierten Campagna Romana, in einer römischen Kirche.
Das linke Seitenschiff enthält drei große Fresken aus dem 16. Jahrhundert von unbekannter Hand, welche die Innenräume des Petersdoms und der Lateranbasilika (San Giovanni in Laterano) in ihrem damaligen Zustand wiedergeben. Für die letztere Darstellung sind allerdings zwischenzeitlich Zweifel am dokumentarischen Wert des Freskos aufgekommen.
In der Krypta befinden sich die Reliquien der hier verehrten Heiligen. In ihr und in der frühchristlichen Hauskirche sind Reste von Mosaiken und Fresken des 6. bis 9. Jahrhunderts zu erkennen.
Auf dem Gelände der Kirche wurde ein kleines Reliquienkästchen gefunden. Es stammt aus dem 4. Jahrhundert und ist eine der sehr seltenen überlieferten Goldschmiedearbeiten der Antike. Es handelt sich um einen Silberschrein mit Vergoldungen, laut Inschrift gestiftet als Geschenk zur Hochzeit einer Patrizierin Proiekta mit ihrem Secundus. Es befindet sich heute im British Museum in London.